# Беттамбур
Беттамбу́р (люкс. Beetebuerg, фр. Bettembourg) — коммуна в Люксембурге, располагается в округе Люксембург. Коммуна Беттамбур является частью кантона Эш-сюр-Альзетт. В коммуне находится одноимённый населённый пункт.
Население составляет 9861 человек (на 2008 год), в коммуне располагаются 3576 домашних хозяйств. Занимает площадь 21,49 км² (по занимаемой площади 47 место из 116 коммун). Наивысшая точка коммуны над уровнем моря составляет 338 м. (100 место из 116 коммун), наименьшая 267 м. (78 место из 116 коммун).

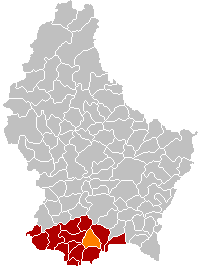
Оранжевый цвет — коммуна Баттембур, красный — кантон Эш-сюр-Альзетт.